# Jérôme Palatsi
Jérôme Palatsi, né le 10 décembre 1969 à Béziers (France), est un footballeur français évoluant au poste de gardien de but.

## Biographie

### Débuts et formation à Montpellier
Formé à l'école du Montpellier HSC, doublure d'Albert Rust puis de Claude Barrabé, Jérôme Palatsi brille aussi avec l'équipe de France espoirs accompagné des Zidane, Dugarry et Petit, ou en Militaires avec Djorkaeff dans les années 1980. Mais au terme d'une rencontre jouée avec les Bleuets, de plus face à son club, l'épaule lâche. De galères en blessures, Palatsi est prêté pour garder les buts du FC Rouen en D2.

### Malchance et retour en amateur (1994-1996)
À l'été 1994, Jérôme Palatsi s'engage avec le FC Pau en National 1. À cette époque, un impresario portugais lui fait part de l'intérêt du SC Farense en D1 lusitanienne mais le Français préfère ne pas donner suite, pensant pouvoir jouer dans un club plus huppé de l'hexagone. Mais le FCP est mis en liquidation en janvier 1995. Durant ses six mois de chômage, il s'entraîne alors à Agde en amateur, des matchs en Corpos, jumelé à des débuts d'envie de monter un restaurant avec sa femme Corinne.
Il effectue la saison 1995-1996 au Grau-du-Roi en Division d'Honneur et une montée en N2 après un titre de champion de DH Languedoc-Roussillon. Durant l'été 1996, les matchs entre footballeurs-chômeurs organisés par l'UNFP ne suffisent pas à trouver un club et Palatsi décide de réagir. Il réactive l'impresario portugais venu à sa rencontre avant le dépôt de bilan palois.

### Renouveau à Beira-Mar (1996-2001)
Jérôme Palatsi s'engage avec Beira Mar, anonyme formation de D2 lusitanienne. Projeté dans un monde nouveau avec le rôle de doublure, il ne joue que sept matchs la première saison. La métamorphose a lieu au terme de la seconde avec une participation active à la montée en première division. L'année suivante, il quitte définitivement ses habits de remplaçants, s'affirme comme numéro 1 et est l'un des artisans de l'inattendue victoire en Coupe du Portugal malgré la relégation. Qualifié pour la Coupe UEFA grâce à la victoire de Coupe, Palatsi joue les deux matchs européens contre les Néerlandais du Vitesse Arnhem (1-2 ; 0-0). Revenu en première division après un an, il est le troisième buteur du club en mars 2001 avec deux penalty transformés. Après un échec du tireur habituel, il le remplace naturellement alors qu'il s'entraîne quelques fois à l'entraînement.

## Palmarès
- Coupe du Portugal (1)
  - Vainqueur en 1999 avec le SC Beira-Mar
- Championnat du Portugal de D2 (1)
  - Champion en 2010 avec le SC Beira-Mar
  - Vice-champion en 1998 et 2000 avec le SC Beira-Mar
- DH Languedoc-Roussillon (1)
  - Champion en 1996 avec l'ES Grau-du-Roi